# Manifestis Probatum
Manifestis Probatum est une bulle promulguée par le pape Alexandre III le 23 mai 1179.
Cette bulle reconnait officiellement Alphonse Ier comme le premier roi du Portugal. Elle est aujourd'hui conservée à l'Institut des archives nationales (Torre do Tombo) à Lisbonne.

## Bulle en latin
« Alexander Episcopus, servus servorum Dei, Charissimo in Christo filio Alpohso illusti Portugalensium Regi, eiusque Haeredibus, in perpetuam rei memoriam.
Manifestis probatum est argumentis quod per sudores bellicos et certamina militaria inimicorum Christiani nominis intrepidus Extirpato, et Propagator diligens fidei Chistianae, tanquam bonus filius, et Priceps Catholicus, multimoda obsequia Matri tuae Sacrosanctae Ecclesiae impendisti, dignum memoriae nomen, et exemplum imitabile Posteris relinquens: Aequum est autem ut quos ad regimen et salutem populi ab alto dispensatis Coelestis elegit, Apostolica Sedes affectione sincera diligar, et in justis postulationibus studeat efficaciter exaudire. Proinde nos attendentes Personam tuam prudentia ornatam, justitia praeditam, atque ad Populi regimen idoneam, eam sub Beati Petri et nostra protectione suscipimus, et Regni Portugalensium cum integritate honoris Regni et dignitate, quae ad Reges pertinet, nec non omina loca quae cum auxilio Coelestis gratiae de Saracenorum manibus eripueris, in quibus jus sibi no possunt Christiani Principes circum positi vendicare, Excellentiae tuae concedimus, et authoritate Apostolica confirmamus. Ut autem ad devotionem et obsequium Beati Petri Apostolorum Principis et Sacro-sanctae Romanae Ecclesiae vehementius accendaris, haec ipsa prafatis Haeredibus tuis duximus concedenda, eosque super his quae concessa sunt Deo propitio, pro injuncti nobis Apostolatus Officio defendemus. Tua itaque intererit, Fili Charissime, ita circa honorem et obsequium Matri tuae Sacrosanctae Romanae Ecclesiae humilem et devotum exostere, et si te ipsum in eius oportunitatibus, et dilatandis Christianae fidei finibus exercere, ut de tam devoto et glorioso Filio Sedi Apostolicae gratuletur, ut in eius amore quiescat. Ad indicium autem quod praescriptum Regnum Beati Petri juris existat, pro amplioris reverentiae argumento, statuisti duas marhas auri annis singulis nobis, nostrisque successoribus persolvendas, quem unquem censum ad utilitatem nostram, successorumque nostrorum Bracharensi Archiepiscopo, qui pro tempore fuerit, tu et successores tui curabitis assignare. Decernimus ergo, ut nulli omnino licdar Personam tuam, aut Haeredum tuorum, vel etiam praefatum Regnum temere perturbare, aut eius possessiones aufferre, vel ablatas retinere, minuere, aut aliquivus vexationibus fatigare. Si qua igitur in futurum Ecclesiastica, secularisue Persona, sane nostram Constitutionis paginam sciens, contra eam venire temere tentaverit, secundo, tertioue commonita nisi reatum suum digna satisfactione correxirit, potestatis honorisque sui dignitate careat, reamque se divino Judicion existere de perpetua iniquitate cognoscat et a Sacratissimo Corpore et Sanguine Dei et Domini Redemptoris nostri Jesu-Christi aliean fiat, atque in extremo examine districtae ultioni subjaceat. Cunctis autem eidem Regno et Regi sua jura servantibus, sit pax Domini Jesu-Christi quatenus et hic fructum bonae actionis percipiant, et apud districtum Judicem praemia aternae pacis inveniant, Amen, Amen, Alexander »

## Sources
- (en) Cet article est partiellement ou en totalité issu de l’article de Wikipédia en anglais intitulé « Manifestis Probatum » (voir la liste des auteurs).